# العلاقات السورية الميكرونيسية
العلاقات السورية الميكرونيسية هي العلاقات الثنائية التي تجمع بين سوريا وولايات ميكرونيسيا المتحدة.

## مقارنة بين البلدين
هذه مقارنة عامة ومرجعية للدولتين:
| وجه المقارنة                                              | سوريا                    | ولايات ميكرونيسيا المتحدة |
| --------------------------------------------------------- | ------------------------ | ------------------------- |
| المساحة (كم2)                                             | 185.18 ألف               | 702                       |
| عدد السكان (نسمة)                                         | 18.27 مليون              | 105.54 ألف                |
| الكثافة السكانية (ن./كم²)                                 | 98.66                    | 15.03 ألف                 |
| العاصمة                                                   | دمشق                     | باليكير                   |
| اللغة الرسمية                                             | اللغة العربية            | اللغة الإنجليزية          |
| العملة                                                    | ليرة سورية               | دولار أمريكي              |
| الناتج المحلي الإجمالي (بليون دولار)                      | 60.20 مليار              | 336.43 مليون              |
| الناتج المحلي الإجمالي (تعادل القوة الشرائية) بليون دولار |                          | 365.27 مليون              |
| الناتج المحلي الإجمالي الاسمي للفرد دولار أمريكي          |                          | 3.02 ألف                  |
| الناتج المحلي الإجمالي للفرد دولار أمريكي                 |                          |                           |
| مؤشر التنمية البشرية                                      | 0.594                    | 0.640                     |
| رمز المكالمات الدولي                                      | +963                     | +691                      |
| رمز الإنترنت                                              | .sy                      | .fm                       |
| المنطقة الزمنية                                           | ت ع م+02:00، ت ع م+03:00 |                           |

## منظمات دولية مشتركة
يشترك البلدان في عضوية مجموعة من المنظمات الدولية، منها:
| علم المنظمة | اسم المنظمة                               | تاريخ انضمام سوريا | تاريخ انضمام ولايات ميكرونيسيا المتحدة |
| ----------- | ----------------------------------------- | ------------------ | -------------------------------------- |
|             | مؤسسة التنمية الدولية                     | 28 يونيو 1962      | 24 يونيو 1993                          |
|             | يونسكو                                    | 16 نوفمبر 1946     | 19 أكتوبر 1999                         |
|             | وكالة ضمان الاستثمار متعدد الأطراف        | 14 مايو 2002       | 11 أغسطس 1993                          |
|             | الأمم المتحدة                             | 24 أكتوبر 1945     | 17 سبتمبر 1991                         |
|             | البنك الدولي للإنشاء والتعمير             | 10 أبريل 1947      | 24 يونيو 1993                          |
|             | الاتحاد الدولي للاتصالات                  | 12 يناير 1924      | 18 مارس 1993                           |
|             | منظمة حظر الأسلحة الكيميائية              | ?                  | ?                                      |
|             | مؤسسة التمويل الدولية                     | 28 يونيو 1962      | 24 يونيو 1993                          |
|             | المركز الدولي لتسوية المنازعات الاستشارية | 24 فبراير 2006     | 24 يوليو 1993                          |